# Die Achse des Guten
Die Achse des Guten, gegründet 2004, ist ein im Spektrum der politischen Rechten verorteter Blog, herausgegeben von Henryk M. Broder, Dirk Maxeiner und Fabian Nicolay.

## Name und Selbsteinordnung
Die Bezeichnung Achse des Guten sei eine Anspielung auf die von US-Präsident George W. Bush 2002 geprägte Achse des Bösen.
Nach Angaben der Betreiber bietet der Blog „Raum für unabhängiges Denken“. Die Autoren liebten die Freiheit und schätzten die Werte der Aufklärung. Sie versuchten, populären Mythen auf den Grund zu gehen, und seien skeptisch gegenüber Ideologien.
Die Achse des Guten sieht sich „jenseits des überkommenen Rechts-Links-Schemas“, man durchbreche „ohne Political-Correctness-Filter“ eine „Schweigespirale“.

## Geschichte
Der Blog wurde 2004 von Broder zusammen mit den beiden Journalisten Dirk Maxeiner und Michael Miersch gegründet, um „Raum für unabhängiges Denken“ zu bieten. Am 20. Januar 2015 beendete Miersch seine Mitarbeit als Autor und Herausgeber wegen der seiner Meinung nach unerträglichen Islamophobie. Es habe sich eine Stimmung breit gemacht, die mit der ursprünglichen liberalen, weltoffenen und aufgeklärten Haltung kaum mehr Gemeinsamkeiten habe. Einige Autoren sympathisierten offen mit der Pegida-Bewegung und zögen massenweise Leser aus deren Umfeld an. Am 22. Januar 2015 erklärten die Achse-Herausgeber, Miersch werde weiterhin „Gesellschafter und Miteigentümer der Achse bleiben, um an der Zukunft des Blogs teilzuhaben“. Im November 2015 schied Miersch auch als Gesellschafter der Achse aus.

## Rezeption
Im Jahr 2005 charakterisierte der spätere Mitautor Hannes Stein Die Achse des Guten als „Zentralgestirn“ eines „liberalen Paralleluniversums“, das dem US-amerikanischen Neokonservatismus nahe stehe. Philipp Dudek bescheinigte dem Medium in der taz 2005, „eine feste liberale Gegenöffentlichkeit im Internet“ zu bilden. Sabine Pamperrien beschrieb den Blog 2009 in der Berliner Zeitung als „einflussreichsten deutschen Autorenblog“, dessen Autoren sich gegen „USA-Bashing, Kapitalismus-Kritik, Klima-Hysterie und falsche Toleranz gegenüber dem Islam“ wendeten. In der FAZ kommentierte Lorenz Jäger 2009, die Autoren hätten sich „die Anliegen der amerikanischen Neocons“ auf die Fahnen geschrieben. „Ziemlich rabiater Antiislamismus“ stehe neben zahlreichen klimawandelskeptischen Einlassungen. Jakob Hein und Heiko Werning veröffentlichten 2009 und 2010 auf der Website der taz eine mehrteilige Serie von Beiträgen unter dem Titel Climategate und die Achse des Blöden. Darin kritisierten Werning und Hein den Blog wegen seiner Anzweifelung des menschengemachten Klimawandels. In einem Aufsatz zum Thema Islamfeindlichkeit stufte Sabine Schiffer 2010 den Blog als „antiislamische“ Website ein.
Philipp von Brandenstein schrieb 2013 im MiGAZIN, der Blog habe sich „nach rechts außen verschoben“ und sei „längst kein liberales Portal mehr“. Nach dem Ausscheiden von Michael Miersch und dessen Kritik an der Ausrichtung der Achse titelte Taz-Autor Christoph Baumgarten 2016, die Website sei „scharf rechts abgebogen“. Im Rahmen seines Sammelbandkapitels über Gegenöffentlichkeit im Wirtschaftsjournalismus verortete der Autor Lutz Frühbrodt Die Achse des Guten 2017 „aufseiten der politischen Rechten“. Der Blog übe „vor allem Kritik am Islam, an der Linken und an (ebenfalls vermeintlich linken) Medien“. Wirtschaftspolitik spiele nur eine untergeordnete Rolle, „wiewohl in den Artikeln meist eine marktwirtschaftliche, mitunter marktradikale Attitüde“ mitschwinge. Roger de Weck bezeichnete 2020 Die Achse des Guten als „bekannteste[n] neurechte[n] Blog“.
Das Oberlandesgericht Dresden wies im Mai 2020 im einstweiligen Verfügungsverfahren eine Klage Broders gegen Claudia Roth ab, die ihm vorgeworfen hatte, sein Geschäftsmodell beruhe „auf Hetze und Falschbehauptungen“. Dies sei eine zulässige Meinungsäußerung und keine Tatsachenbehauptung. Die Aussage Roths in einem Interview mit der Augsburger Allgemeinen habe einen „wahren Tatsachenkern“.
Im September 2020 löschte Spotify eine Folge des vom Blog herausgegebenen Podcasts indubio. In der Sendung stellte Birgit Kelle ihr zuvor erschienenes Buch zu Transgeschlechtlichkeit vor. Spotify begründete dies mit „Verstößen gegen die Inhaltsrichtlinien“. Die Achse des Guten antwortete, in keiner Ausgabe sei Hassrede oder Hetze vorgekommen. Der Podcast ist seit Februar 2021 wieder vollständig abrufbar.
Michael Blume (CDU) hat sich im Amt des Landes-Antisemitismusbeauftragten von Baden-Württemberg positiv äußern dürfen zum Rückzug von Audi als Werbepartner von Die Achse des Guten, wie ein Urteil vom baden-württembergischen Verwaltungsgerichtshof (VGH) in Mannheim im Januar 2023 nach verlorener Klage des Internetblogs bestätigte. 

## Kooperationen
Mindestens seit Ende 2009 sind auf dem Blog „aktuelle Artikel aus NovoArgumente“ verlinkt. Die Gründer Maxeiner und Miersch sowie Autoren wie Vince Ebert, Walter Krämer und Vera Lengsfeld schreiben auch für NovoArgumente. Zudem pflegte Die Achse des Guten lange eine enge Kooperation mit dem Schweizer Wochenmagazin Die Weltwoche. Henryk M. Broder (bis 2022), Dirk Maxeiner (bis 2012) und Michael Miersch (bis 2013) waren zeitweise Weltwoche-Autoren.

## Autoren
Folgende Autoren, Gastautoren und weitere Autoren werden von den Betreibern im Jahre 2020 als Unsere Liste der Guten geführt.
Hauptautoren neben den beiden Betreibern sind unter anderen:
- Rainer Bonhorst
- Günter Ederer
- Titus Gebel
- Peter Grimm
- Gunnar Heinsohn (1943–2023)
- Gerd Held
- Walter Krämer
- Ulli Kulke
- Bernhard Lassahn
- Vera Lengsfeld
- Wolfgang Meins
- Alexander Meschnig
- Burkhard Müller-Ullrich
- Benny Peiser
- Thomas Rietzschel
- Wolfgang Röhl
- Thilo Sarrazin
- Ralf Schuler
- Volker Seitz
- Joachim Nikolaus Steinhöfel
- Cora Stephan
- Jan Tomaschoff
- Markus Vahlefeld
- Gunter Weißgerber
- Alexander Wendt
- Tamara Wernli
- Erich Wiedemann

(Ständige) Gastautoren sind:
- Hamed Abdel-Samad
- Orit Arfa
- Matthias Heitmann
- Peter Heller
- Monika Maron
- Marko Martin
- Oswald Metzger
- Arye Sharuz Shalicar
- Beda M. Stadler
- Markus Somm
- Eugen Sorg
- Roland Tichy

Weitere Autoren, die schon Beiträge auf der „Achse“ veröffentlicht haben:
- Ulrike Ackermann
- Mina Ahadi
- Seyran Ateş
- Wolf Biermann
- Maxi Biewer
- Dominic Boeer
- Gerd Buurmann
- Mathias Döpfner
- Thea Dorn
- Alex Feuerherdt
- Ernst Peter Fischer
- Jan Fleischhauer
- Gunter Frank
- Josef Joffe
- David Harnasch
- Hans-Olaf Henkel
- Jan Henrik Holst
- Matthias Horx
- Hans-Jörg Jacobsen
- Jörg Kachelmann
- Freya Klier
- Uwe Knop
- Wolfgang Kubicki
- Bjørn Lomborg
- Wolf Lotter
- Sonja Margolina
- Matthias Matussek
- Michael Miersch
- Patrick Moore
- Chaim Noll
- Christian Ortner
- Thomas Petersen
- Filipp Piatov
- Karl Pfeifer
- Akif Pirinçci
- Udo Pollmer
- Samira El Ouassil
- Lutz Rathenow
- Josef H. Reichholf
- Samuel Salzborn
- Arye Sharuz Shalicar
- Reinhard Schlieker
- Klaus Schroeder
- Ralf Schuler
- Hannes Stein
- Gabor Steingart
- Melody Sucharewicz
- Bassam Tibi
- Hans-Hermann Tiedje
- Rainer Trampert
- Thomas Uwer
- Arnold Vaatz
- Fritz Vahrenholt
- Fred Viebahn
- Sebastian Voigt
- Wahied Wahdat-Hagh
- Anna Veronika Wendland
- Wolfram Weimer
- Leon de Winter
- Michael Wolffsohn
- Gil Yaron
- Bernd Zeller

Im August 2008 war der britisch-deutsche Journalist Alan Posener als Autor beigetreten. Er schied im Frühsommer 2009 im Streit aus, nachdem er den Betreibern Islamophobie vorgeworfen und Broder, Maxeiner und Miersch als „Leute mit einer stalinistischen Ader“ bezeichnet hatte.
Von 2012 bis 2013 war Akif Pirinçci regelmäßiger Autor. 2013 kam es mit Achse-Autor Tobias Kaufmann zu einem nach außen getragenen Konflikt und einer erregten Debatte um einen polarisierenden Blog-Eintrag von Pirinçci, in dem dieser behauptete, ein schleichender Genozid an den Deutschen hätte begonnen. Kaufmann wies auf der Achse darauf hin, dass Pirinçci damit die Codes und Argumente verwende, die Kern der NPD-Ideologie seien, und damit die Glaubwürdigkeit eines islamkritischen Journalismus untergraben würde.